# نوآنک (کنتیکت)
نوآنک (به انگلیسی: Noank) یک منطقهٔ مسکونی در ایالات متحده آمریکا است که در Groton واقع شده‌است. نوآنک ۵٫۷ کیلومتر مربع مساحت و ۱٬۷۹۶ نفر جمعیت دارد.